# 西武バス川越営業所
西武バス川越営業所（せいぶバスかわごええいぎょうしょ）は、埼玉県川越市南台に位置する西武バスの営業所。主に本川越駅 - 入曽駅と南古谷駅 - 的場駅を発着する路線を管轄している。川越市のコミュニティバス「川越シャトル」の運行も受託する。

## 沿革
当初は本川越駅前に営業所・車庫があったが、本川越駅の再開発を受けて、1987年7月1日に川越市南台の川越狭山工業団地へ移転した。狭山市狭山台にあった旧・狭山営業所が合理化により1994年に廃止され、路線は川越営業所に統合されたが、同じ車庫を利用している子会社・西武総合企画が運営する学校・会社などの特定輸送業務が好調で、営業所車庫の拡張を行ったものの車庫容量は不足したままだったため、2002年9月16日、狭山営業所を別の場所（狭山市柏原）に再び開設のうえ、狭山20・25・26を除く狭山市駅西口発着路線を移管した。
1995年に廃止となった国際興業バス川越分車庫の路線を引き継いだが、それら路線のうち日高地区の路線はイーグルバスへ移管または廃止されている。
2008年7月18日よりPASMO・Suicaの利用を開始。同じく川越市内を運行する東武バスウエスト川越営業事務所が2007年3月18日のPASMOサービス開始と同時に導入したのに比べると1年半ほど遅く、2008年2月21日より順次交通系ICカードリーダーの付いた新型運賃箱への取替えが行われた。

## 現行路線
本川越駅 - 川越駅東口・西口間と川越駅東口 - 喜多院入口間は、並走する東武バスウエストとともにワンコインバス適用である。

### 本川越駅 - 川越グリーンパーク方面

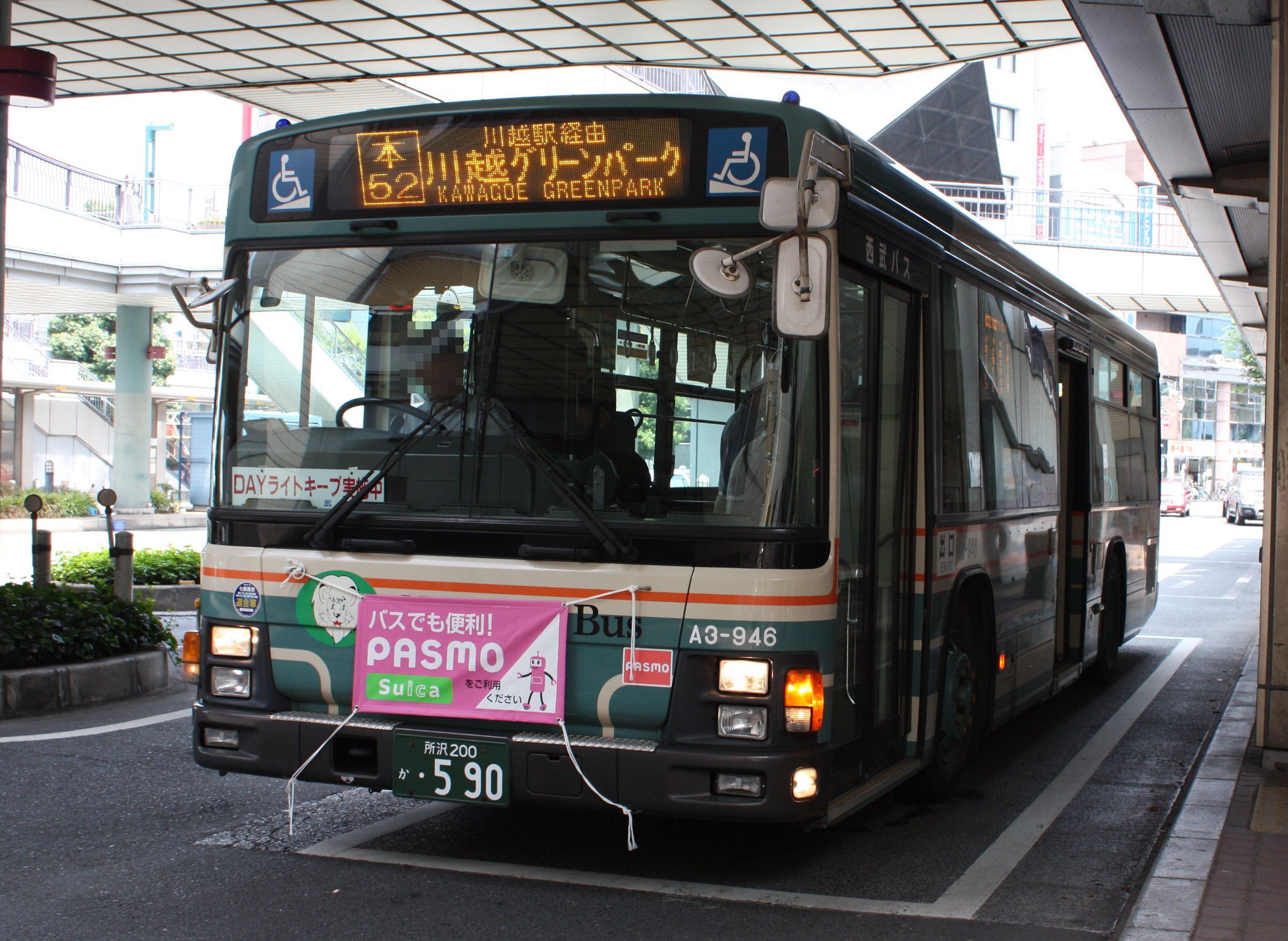
本52 (A3-946)

- 本52：本川越駅 - 川越駅東口 - 喜多院入口 - 仙波下 - 川越警察署入口 - 伊佐沼冒険の森 - 川越聖地霊園入口 - 川越グリーンパーク
- 本52（平日始発便）：本川越駅 → 川越駅東口 → 喜多院入口 → 仙波下 → 伊佐沼冒険の森 → 川越聖地霊園入口 → 川越グリーンパーク

かつて乗り入れていた大22（後述）を川越グリーンパークで分断。元来から運行されていた当系統が川越駅東口に乗り入れる路線である。平日の始発便は川越警察署入口・やすらぎのさとを経由しない。
例年10月に開催される川越まつり期間中は、本53や後述の川越35などとともに本川越駅 - 川越駅東口・西口間は終日運休となり、川越駅が起終点となる。

### 本川越駅 - 今福中台 - 川越営業所方面
- 本53：本川越駅 - 川越駅西口 - 市立川越高校 - 中台橋 - 今福武蔵野 - 今福中台
- 本54：本川越駅 - 川越駅西口 - 市立川越高校 - 中台橋 - 今福武蔵野 - 今福中台 - 月山 - 工業団地東 - 川越営業所

1987年以前は今福武蔵野が旧・今福中台（終点）であったが、1987年の川越営業所移転の際に2停留所延長して現在に至る。本54は（現）川越営業所移転後に設定された出入庫路線。2013年6月30日、「三吉バルブ前」停留所を「武蔵野小学校入口」停留所に改称した。

### 本川越駅 - かすみ野方面
- 川越35：本川越駅 - 川越駅西口 - 前原 - 河岸街道 - 法務局 - 尚美学園大学 - 川越水上公園入口 - 初雁橋 - 的場 - かすみ野入口 - 水久保 - かすみ野
- 川越35-1：本川越駅 - 川越駅西口 - 前原 - 河岸街道 - 法務局 - 尚美学園大学
- 川越36：川越駅西口 - 前原 - 河岸街道 - 法務局 - 尚美学園大学 - 川越水上公園入口 - 初雁橋 - 的場 - かすみ野入口 - 水久保 - かすみ野
- 川越36-1：川越駅西口 - 前原 - 河岸街道 - 法務局 - 尚美学園大学

母体は国際興業バス川越営業所→川越分車庫が運行していた路線。国際興業バスから移管後、いくつかの経路変更や停留所名変更を経て現在に至る。川越線と並行するが、法務局・尚美学園大学を経由することによりかつての川越34などに比べ新たな乗客を獲得している。高速バスが停車する「川越的場バスストップ」へは、当系統の「的場一丁目」が最寄りの停留所となる。2017年3月25日のダイヤ改正で、川越35は大幅に減便、ほとんどは川越駅西口発着の川越36に短縮された。また、1本のみであった川越36-1も川越35-1の代わりに増便された。

### 本川越駅 - 南古谷駅方面
- 系統なし：本川越駅 - 松江町一丁目 - 成田山 - 喜多院前 - 大中居 - 南古谷駅

かつて運行されていた大21-1と（初代）大32の経路のうち、川越市中心部の最低限の経路を1往復する。古01の間合いで運行される。
2024年11月1日のダイヤ改正より、日曜祝日から土曜日のみの運行に変更された。

### 狭山市駅東口 - 狭山台団地方面
- 狭山30：狭山市駅東口 - 狭山郵便局 - 富士見 - 井戸窪 - 西武狭山台ハイツ - 狭山台二丁目 - 狭山台団地
- 狭山30-1：狭山市駅東口 - 狭山郵便局 - 富士見 - 井戸窪 - 西武狭山台ハイツ - 狭山台二丁目 - 狭山台団地 - 加佐志 - 新狭山駅南口
- 狭山31：狭山市駅東口 - 入間川病院前 - 狭山中央 - 富士見小学校（狭山台団地方向のみ） -  富士見二丁目 - 富士見公民館入口 - 御狩場 - 狭山台南 - 狭山台公民館入口 - 狭山台団地

元は狭山台団地の一角にあった旧・狭山営業所の担当だったが、旧・狭山営業所と現・川越営業所との統合から、狭山市駅東口発着路線は現・川越担当のままで推移している。狭山30は日本住宅公団（現UR）狭山台団地に入居が始まった1975年3月、旧・狭山営業所の設置と共に運行開始。1988年、車庫前の新「狭山台団地」停留所まで延伸され、旧「狭山台団地」停留所は「狭山台一丁目」に改称。なお、新「狭山台団地」停留所は団地から離れている。1998年には狭山市駅東口 - 富士見間に「狭山郵便局」停留所が、2011年4月1日には富士見 - 井戸窪間に「中央通り」停留所が新設された。
現・川越担当となった2002年9月16日、狭山30を延伸し狭山30-1が新設された。狭山30-1では新狭山駅南口前の道路新規開通に伴う経路変更のため、2009年9月15日をもって「西武新狭山団地」停留所（加佐志 - 新狭山駅南口間）を廃止、2011年3月5日の改正では、日中の1往復のみとなった。さらに、2015年6月16日の改正で、土曜日中1往復のみの運行となった。
狭山31は1991年2月1日に新設された。利用客の増加により運行回数も徐々に増え、それに伴い1993年には富士見二丁目 - 御狩場間に「富士見公民館入口」停留所が、1998年には入間川病院前 - 富士見（現・狭山中央）間に「狭山厚生病院入口」停留所が新設された。さらに2007年11月16日より、富士見（現・狭山中央） - 富士見二丁目間に「富士見小学校」停留所が新設されるとともに、深夜バスが平日に運行開始となった。
2018年10月1日、狭山30および狭山30-1と狭山31の2系統で別の地点であったが同一名称であった「富士見」停留所について、狭山30および狭山30-1「富士見」停留所はそのままとし、狭山31「富士見」停留所を「狭山中央」停留所に改称、系統別に停留所名を分けた。
狭山31では2022年1月30日、狭山台団地方向の「富士見二丁目」停留所を南側狭山台団地方へ29 m移設した。同月31日、 狭山市駅東口方向の「富士見小学校」停留所を最終バス運行終了をもって廃止、翌2月1日より同停留所は狭山台団地方向のみとなった。
狭山30・狭山31とも2020年8月31日をもって深夜バスは廃止された。

### 新狭山駅南口 - 新狭山ハイツ・入曽駅方面
- 新狭01：新狭山駅南口 - 青柳 - 新狭山ハイツ
- 新狭01-1：新狭山駅南口 - 川越営業所
- 新狭02：新狭山駅南口 - 青柳 - 新狭山ハイツ - 草刈街道 - 堀兼 - 水押住宅 - 入曽駅東口（休日のみ1往復）

旧・川越営業所時代に入曽41・42として運行。本川越発着の出入庫路線以外は中新田 - 入曽の折返しをメインとし、現・川越営業所発足後に現行経路となる。全便中型車あるいは小型車で運行される。新狭01の系統番号は当初狭01で、後に設定された狭02も追随したが、その後新狭01・02に変更された。
1987年の川越営業所移転時、新狭02のダイヤは平日・土休日ともに上下線1日12本だったが、2011年3月5日の改正では、新狭02の運行が休日1往復のみとなった。なお、前述の狭山30-1同様、新狭山駅南口前の道路新規開通に伴い2009年9月15日より、新狭山駅南口 - シルバー人材センター間で経路変更が行われている。2013年6月30日、「シルバー人材センター」停留所を「一丁目交差点」停留所に改称した。2025年3月28日、入曽駅の新しい東口・西口駅前広場が供用開始されたことに伴い、同日「入曽駅」停留所を「入曽駅東口」停留所に改称、経路変更により経由しなくなった「入曽駅入口」停留所を廃止した。

### 南古谷駅 - 上福岡駅入口 - 上赤坂方面

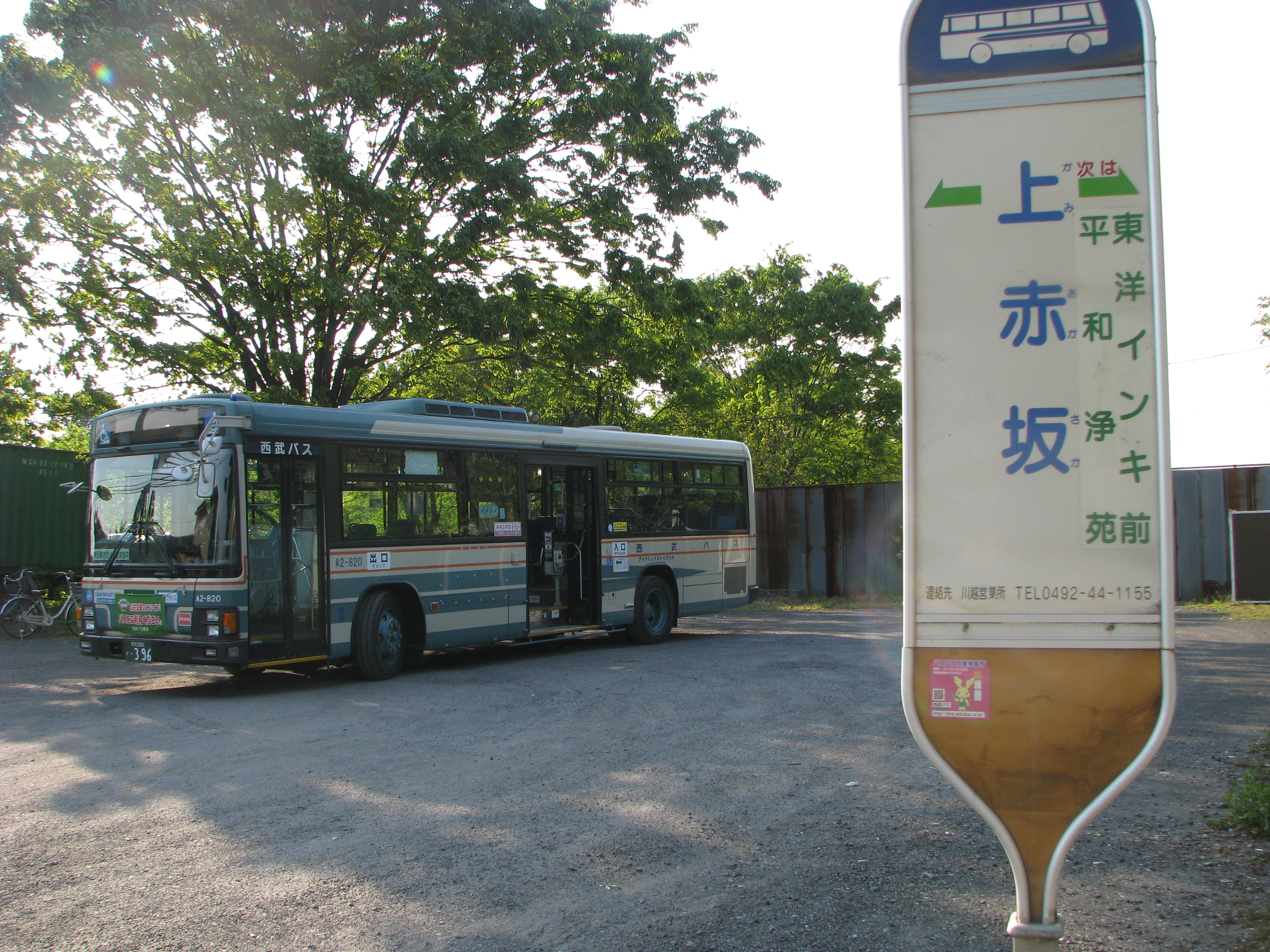
上赤坂折返場（2009年4月29日）

- 古01：南古谷駅 - 大日本印刷 - 上福岡駅入口 - 三角 - 八丁 - 上赤坂

南古谷駅から上福岡を通り、川越市の赤坂地区まで南北に貫く路線である。以前の上赤坂折返場は、現・平和浄苑停留所付近（埼玉県道6号川越所沢線・埼玉県道163号狭山ふじみ野線の赤坂交差点手前）に存在していたが、当時の折返場は舗装されず砂利敷だった。現在は赤坂交差点を過ぎて少し進んだ所にある折返場での発着となっている。赤坂交差点の南側に新所02：新所沢駅 - 本川越駅の上赤坂停留所があり、乗換が可能である。2018年10月1日、「南古谷駅入口」停留所を「川越税務署入口」停留所に、2021年4月1日、「サンケン電気川越工場」停留所を「川ふじ」停留所にそれぞれ改称した。

### 川越駅西口 - 南大塚駅南口 - 新狭山駅南口方面
- 川越61：川越駅西口 - 市立川越高校 - 四都野台南 - 南大塚駅南口
- 川越62：川越駅西口 - 市立川越高校 - 四都野台南 - 南大塚駅南口 - 新狭山一丁目 - 新狭山駅南口

都市計画道路川越駅南大塚線の開通に伴い、2011年4月1日に開設された路線である。旭町停留所までは本53・54と並行する。川越62は平日の朝夕のみ運行。四都野台南 - 新狭山駅南口間は国道16号とほぼ平行に走り、本50系統の代替路線としての性格も持ち合わせている。2018年10月1日、「南大塚駅入口」停留所を「大田街道」停留所に改称した。

### 川越駅西口 - 本川越駅 - 川越水上公園方面

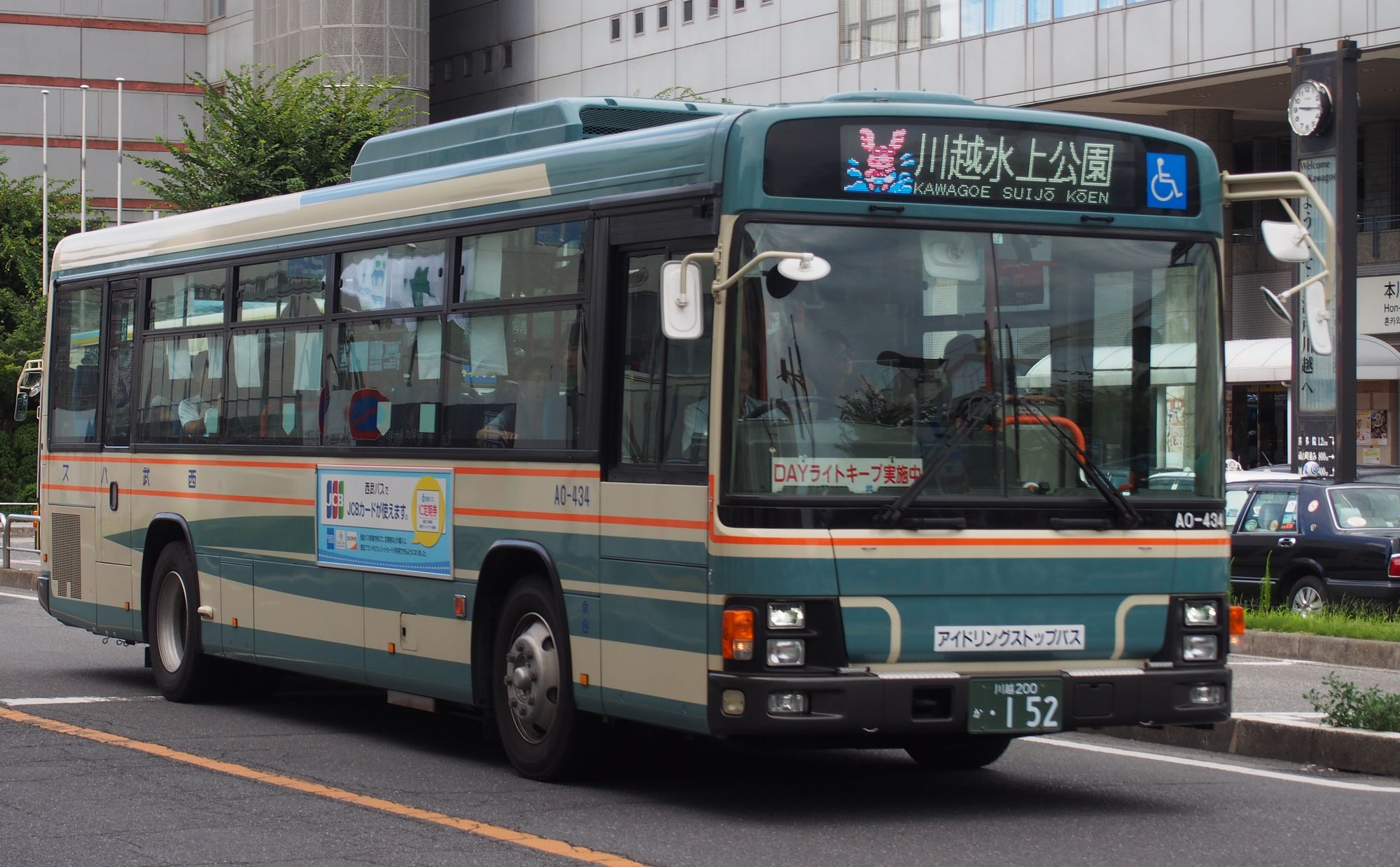
川越100は期間限定運行であるが、輸送力確保のため大型車が使用される (A0-434)

- 川越100：川越駅西口 - 本川越駅 - 川越水上公園（掲載停留所のみ停車・夏季運行）

国際興業バスからの移管系統で、停車停留所・系統番号ともに変わっていない。西武バスの系統番号で3桁の番号が付けられたのは川越100が初で、以後はドーム100・101に付けられている。現在は川越水上公園のプール営業期間（7月後半 - 8月中）の運行であるが、年によっては7月中旬から運行もしくは9月2日まで運行することもある。

## 廃止・移管路線

### 1987年の営業所移転による廃止系統
- 新所03：新所沢駅西口 - 下富 - 上赤坂

現在所沢営業所が担当している新所03（新所沢駅東口 - 航空公園駅）とは無関係である。
- 入曽41：入曽駅 - 水押住宅前 - 草刈街道 - 中新田 - 西武川越病院 - 今福中 - 今福上 - 今福 - 川越駅西口 - 本川越駅
- 入曽42：入曽駅 - 水押住宅前 - 草刈街道 - 中新田
- （出入庫）：本川越駅 - 川越駅西口 - 今福 - 上赤坂 - 八丁 - 三角 - 上福岡駅入口 - 南古谷駅
- （出入庫）：本川越駅 - 脇田新町 -（国道16号）- 南大塚駅入口 - 新狭山駅南口

1987年、川越営業所が本川越駅から川越市南台に移転する際に廃止された。

### 大宮駅西口 - 本川越駅路線の廃止系統
- 大21：大宮駅西口 - 三橋一丁目 - 西遊馬 - 川越グリーンパーク - 伊佐沼冒険の森 - 新琵琶橋 - 川越市役所 - 札の辻 - 本川越駅
- 大21-2：大宮駅西口 - 三橋一丁目 - 西遊馬 - 川越グリーンパーク - 伊佐沼冒険の森 - 新琵琶橋 - 松江町一丁目 - 中原町 - 本川越駅
- 大22：大宮駅西口 - 三橋一丁目 - 西遊馬 - 川越グリーンパーク - 伊佐沼冒険の森 - 仙波下 - 川越駅東口 - 本川越駅
- 大22：大宮駅西口 - 三橋一丁目 - 西遊馬 - 川越グリーンパーク（大宮営業所と共管）

大宮 - 川越の直通運行を分断後、大宮営業所とともに川越営業所も一部ダイヤを受け持っていた。現在は、大22：大宮駅西口 - 川越グリーンパーク間を大宮営業所が単独管轄している。
- 大32：大宮駅西口 - 自動車試験場 - 東大久保 - 南古谷駅入口 - 大中居- 仙波下 - 喜多院前 - 松江町一丁目 - 川越市役所前 - 札の辻 - 本川越駅

川越線の電化・鉄道の高速化に伴い、客層がバスから鉄道へと流れたこと、自動車試験場が鴻巣市へ移転したことにより利用客が減少、廃止された。

### 国際興業バスからの移管路線の廃止系統
- 川越32：本川越駅 - 川越駅西口 - 河岸街道 - 西川越駅 - 的場 - 笠幡駅 - 高萩駅 - 女影 - 高麗川団地第二折返場 - 高麗川団地第一折返場
- 川越33：川越駅西口 - 本川越駅 - 三光町 - 西川越駅 - 的場 - 霞ヶ関団地入口 - 霞ヶ関団地

国際興業バス受け持ちの路線を、西武バスに移管した系統。当初は本川越駅経由で、経路も国際興業バスの路線をほぼ踏襲していた。西武移管時に神明町車庫 - 本川越駅間は廃止され、同区間について国際興業では「東武バスをご利用下さい」と案内していた。

### 狭山営業所への路線分割時の廃止・移管系統
- 狭山21：狭山市駅西口 - 新富士見橋 - 西武柏原入口 - 下宿 - 埼玉牧場
- 狭山22：狭山市駅西口 - 新富士見橋 -（直通）- 日生団地
- 狭山22：狭山市駅西口 - 新富士見橋 - つつじ野団地中央 - 日生団地
- 狭山22-1：狭山市駅西口 - 新富士見橋 -（直通）- 日生団地 - 狭山工業団地 - 武蔵野短期大学
- 狭山22-1：狭山市駅西口 - 新富士見橋 - つつじ野団地中央 - 日生団地 - 狭山工業団地 - 武蔵野短期大学
- 狭山23：狭山市駅西口 - 新富士見橋 - 西武柏原ニュータウン - 柏原北 - 笠幡折返場
- 狭山24：狭山市駅西口 - 新富士見橋 - 西武柏原入口 - 柏原ショッピングセンター - 西武柏原ニュータウン
- （深夜）：狭山市駅西口 → 新富士見橋 → つつじ野団地中央 → 日生団地 → 狭山工業団地 → 柏原公民館入口 → 柏原ショッピングセンター → 西武柏原ニュータウン
- 狭山27：狭山市駅西口 - 下諏訪 - 狭山病院 - 入間黒須団地 - 入間市駅
- 狭山28：狭山市駅西口 -（狭山）市役所入口 - 住宅入口 - 稲荷山公園駅
- 狭山28-1：稲荷山公園駅 - 住宅入口 - 狭山市駅西口 - 新富士見橋 - 西武柏原入口 - 西武柏原ニュータウン
- 狭山29：狭山市駅西口 - 新富士見橋 - つつじ野団地中央 - 日生団地 - 狭山工業団地 - 智光山公園

上記系統は、2002年9月16日の狭山営業所再開設に伴い路線分割・移管された。系統名は移管当時のもの、現在の路線の詳細は西武バス狭山営業所を参照。
- 川越61（初代）：川越駅西口 - 南大塚駅入口 -（八瀬大橋経由）- 西武柏原ニュータウン（急行・左記バス停以外は途中無停車）
- 狭山32：狭山市駅西口 - 市役所入口 - 狭山市役所 - 井戸窪 - 西武狭山台ハイツ - 狭山台団地

これらは（現）狭山営業所への路線分割時に廃止された。

### その後の廃止・移管系統
- 本50：本川越駅 - 脇田新町 -（国道16号）- 南大塚駅入口 - 川越営業所

（旧）狭山営業所発足後も、（旧）川越営業所最寄の本川越駅から国道16号を経由し、狭山市駅西口間を運行、狭山市駅西口担当路線の出入庫として運行されていた。その後、新狭01の出入庫路線として本川越駅 -（国道16号）- 新狭山駅の路線が起源。その後、1987年の川越移転とともに設定され、移転数年後に本50を名乗るようになったが、あくまでも出入庫が第一の目的であり、川越駅西口を経由せずに結んでいた。2009年3月13日をもって廃止。
- 本51：本川越駅 - 川越駅西口 - 今福 - 上赤坂

川越時代の出入庫路線で、新所02・04の所沢移管に伴う本55の新設により、2009年5月15日をもって廃止された。
- 川越34：本川越駅 - 川越駅西口 - 前原 - 河岸街道 - 今成 - 西川越駅 - 初雁橋 - 的場 - かすみ野入口 - 水久保 - かすみ野

2001年4月1日より前日（3月31日）に廃止となった川越33系統の代替として新設、運行末期は、平日・土休日ともに一日2往復の運行となっていた。2012年3月31日の運行をもって廃止。
- 新所02：新所沢駅東口 - 花園 - 下富 - 上赤坂 - 今福 - 川越駅西口 - 本川越駅
- 新所04：新所沢駅東口 - 下富 - 十四軒 - 西武フラワーヒル
- 新所04：新所沢駅東口 - 下富 - 十四軒 - 秋草学園高校 - 西武フラワーヒル

新所02・04は2009年5月16日から所沢営業所が担当している。
- （深夜）：川越駅西口 → 市立川越高校 → 中台橋 → 今福武蔵野 → 今福中台 → 月山 → 工業団地東 → 川越営業所

2012年6月30日に新設されたが、その後2020年8月31日をもって廃止された。
- 川越50：川越駅西口 -（途中無停車）- 三井アウトレットパーク

川越駅西口と三井アウトレットパーク入間の間を国道16号経由で直行し、土休日や大型連休などの特定日に運行していた。2023年1月3日の運行をもって運休ののち、同年12月31日廃止。

## 車両
一般路線車は、西武バス全体と同様に日産ディーゼル製の車両が多数導入されてきたが、2000年代に入ってからはいすゞ・エルガを主体に増備されている。エルガの初期車の中にはツーステップ車も配置されていた。2011年からはUDトラックスのバス製造事業撤退に伴い、西武バスの他の営業所と同様に三菱ふそう・エアロスターも導入されるようになっている。
コミュニティバス「川越シャトル」用の小型車として、日野自動車製のポンチョ（2ドアロングボディ）が在籍する。かつてはリエッセも在籍したが、経年による除籍や他の営業所への転属、西武総合企画への移籍などにより現存しない。
2006年10月10日のご当地ナンバー「川越ナンバー」供用開始により、川越営業所の新車は川越ナンバーで登録される。川越ナンバーは西武バスの一般路線・コミュニティバス車両では当営業所のみの導入になり、2007年以降に導入された「川越シャトル」専用車のポンチョは川越ナンバーとなっている。
2016年の新車から、行先表示機（前面・側面・後面）がフルカラーLED装備の車両が導入された。2017年より既存車両にも順次フルカラーLED表示への換装を開始している。

### 保存車両「三角バス」
西武バス秩父営業所（現：西武観光バス秩父営業所）で使用されていた、いすゞキャブオーバーバスBF20形「三角バス」（A6-2466号車）が動態保存されており、普段は非公開だがイベントなどの際に公開されることがある。